# DuFief
DuFief är en bergskedja i Antarktis. Den ligger i Västantarktis och upptäcktes ursprungligen av Belgiska Antarktisexpeditionen. Den namngavs av Adrien de Gerlache efter  Jean DuFief som var generalsekreterare för Belgiska Kungliga Geografiska Sällskapet. Argentina, Chile och Storbritannien gör anspråk på området. DuFief sträcker sig 10,1 km i sydvästlig-nordostlig riktning. Den högsta toppen är Savoia Peak, 1 415 meter över havet.
Topografiskt ingår följande toppar i DuFief:
- Janssen Peak
- Savoia Peak